# Lecidea subcandida
Lecidea subcandida är en lavart som beskrevs av H.Magn.. Lecidea subcandida ingår i släktet Lecidea, och familjen Lecideaceae. Arten är reproducerande i Sverige.